# Jiřetín pod Bukovou
Jiřetín pod Bukovou (németül Georgenthal); település Csehországban, Jablonec nad Nisou-i járásban.  Lakosainak száma 458 fő (2024. január 1.).

## Fekvése

### Közeli települések
Jiřetín pod Bukovou Josefův Důl, Lučany nad Nisou, Tanvald, Smržovka és Albrechtice v Jizerských horách településekkel határos.

## Népesség
A település lakosságának változását az alábbi diagram mutatja:
| Lakosok száma | 317  | 358  | 537  | 279  | 575  | 656  | 471  | 467  | 459  | 458  |
|               | 1869 | 1890 | 1921 | 1950 | 1980 | 2001 | 2017 | 2019 | 2022 | 2024 |